# Tratado Centro-Americano de Paz e Amizade de 1923
O Tratado Centro-Americano de Paz e Amizade de 1923, oficialmente conhecido como Tratado Geral de Paz e Amizade de 1923, foi um tratado assinado pelas cinco nações da América Central em 1923 que estabeleceu que todas as nações condenariam e não reconheceriam nenhum governo que surgisse em qualquer um dos cinco países signatários por meios ilegais (por exemplo: golpe de Estado, revolução). O tratado permaneceu efetivo desde sua assinatura em 7 de fevereiro de 1923 até ser denunciado pela Corte Centro-Americana de Justiça em 1934.

## Histórico
Um tratado semelhante foi assinado e ratificado através do Tratado Centro-Americano de Paz e Amizade de 1907, mas o mesmo desmoronou em 1917 quando a Nicarágua o rejeitou.
As cinco nações - Costa Rica, El Salvador, Guatemala, Honduras e Nicarágua - concordaram em elaborar um novo tratado com uma função semelhante e foram convidadas pelo presidente dos Estados Unidos Warren G. Harding em 4 de dezembro de 1922 para redigir e assina-lo em Washington D.C. O tratado delineava que nenhuma nação signatária reconheceria qualquer governo que surgisse em qualquer outra nação signatária que ascendesse ao poder através de uma revolução ou de um golpe de Estado. Também proibiu a assinatura de quaisquer tratados secretos entre nações, proibiu mudanças radicais de Constituições, proibiu nações de intervir em guerras civis e reafirmou a legitimidade da Corte Centro-Americana de Justiça. Além disso, também impôs limitações aos armamentos militares e navais.
Os Estados Unidos não assinaram o tratado, mas seguiram seus termos, conforme demonstrado quando se recusaram a reconhecer a mudança de governo em El Salvador quando o general Maximiliano Hernández Martínez derrubou o presidente democraticamente eleito, Arturo Araujo, em 2 de dezembro de 1931. A recusa inicial dos Estados Unidos em reconhecer o governo de Hernández Martínez, no entanto, levou ao eventual colapso do tratado, já que em 1932, tanto a Costa Rica quanto El Salvador rejeitaram o tratado em 23 de dezembro e 26 de dezembro, respectivamente. Embora El Salvador nunca tenha ratificado o tratado, a Costa Rica o fez, deixando o tratado com apenas Guatemala e Nicarágua como seus únicos adeptos legais, já que Honduras também nunca o ratificou.
Em 1934, a Corte Centro-Americana de Justiça denunciou o tratado, encerrando efetivamente a sua legalidade em todas as cinco nações.